# (13731) 1998 RG49
A (13731) 1998 RG49 a Naprendszer kisbolygóövében található aszteroida. A LINEAR projekt keretében fedezték fel 1998. szeptember 14-én.